# Gerbillus latastei
Gerbillus latastei (Піщанка Латесте) — вид родини мишеві (Muridae).

## Поширення
Цей вид присутній на півдні Тунісу і північно-західній Лівії. Цей вид пов'язаний з краєм пустелі і субпустельними місцями проживання. Зустрічається на плато і невеликих дюнах. 